# 토탈 (기업)

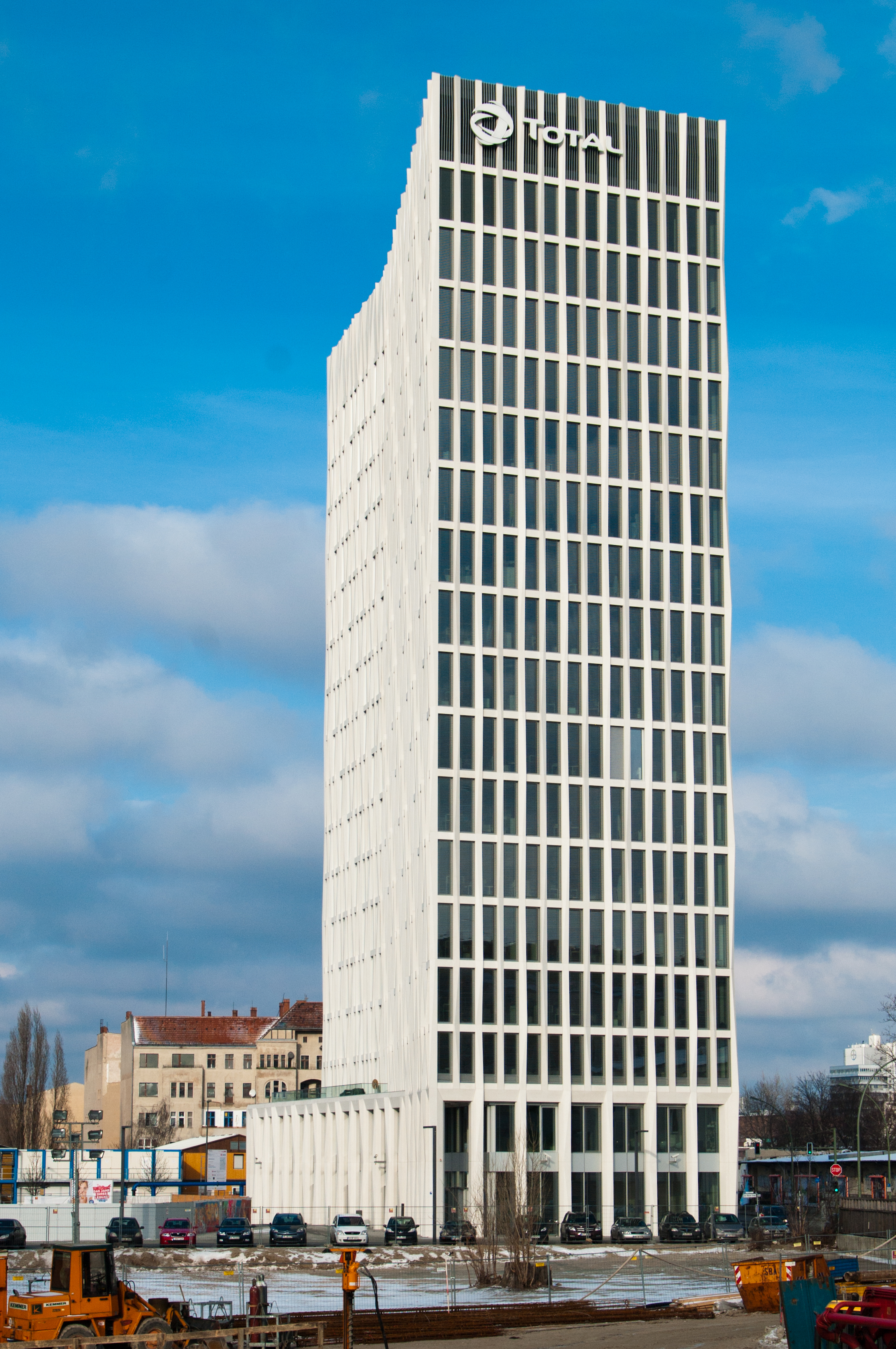

토탈(프랑스어: Total, 영어: Total S.A.)은 프랑스 파리근교 라 데팡스(La Défense)업무지구에 본사를 둔 석유회사로 여섯개의 슈퍼메이저중 하나이다. 슬로건은 "Committed to better energy"이다.
사업분야는 석유와 가스 체인점 운영, 탐사와 생산, 전력 생산, 운송, 정제, 제품 마케팅, 거래 등이다. 토탈은 또한 석유제품을 대규모로 생산하고 있다.
대한민국에는 토탈가스엔파워, 토탈루브리컨츠, 허친슨코리아 3개의 자회사가 있으며 한화종합화학과의 합작법인 한화토탈 및 에쓰오일과의 합작법인 에쓰오일토탈이 있다. 그리고 7개의 대형 해상 석유 및 가스프로젝트를 운영하고있다.